# Japońskie Stowarzyszenie Federacji Lekkoatletycznych
Japan Association of Athletics Federations (JAAF) (jap. 日本陸上競技連盟, Nihon Rikujō Kyōgi Renmei) – japońska narodowa federacja lekkoatletyczna, która  należy do AAA. Siedziba znajduje się w Tokio, a prezesem jest Yōhei Kōno.
Federacja została założona w 1925 roku i była przyjęta do IAAF w 1925 roku.